# جان اوگو
جان اوگو (انگلیسی: John Ogu؛ زادهٔ ۲۰ آوریل ۱۹۸۸) بازیکن فوتبال اهل نیجریه است.
از باشگاه‌هایی که در آن بازی کرده‌است می‌توان به آکادمیکا اشاره کرد.
وی همچنین در تیم ملی فوتبال نیجریه بازی کرده‌است.